# Liste der Torhüter mit Zu-Null-Spielen in der Fußball-Bundesliga
Die Liste der Torhüter mit Zu-Null-Spielen der Fußball-Bundesliga führt die besten 30 Torhüter mit den meisten Zu-Null-Spielen seit deren Gründung 1963/64 auf. Bei gleicher Anzahl von Zu-Null-Spielen wird der Torhüter mit der geringeren Anzahl von Erstligaspielen auf den besseren Platz gesetzt. Die noch aktuell spielenden Torhüter in der Liste sind fett gedruckt.
Seit 2008 wird sowohl in der Bundesliga als auch in der 2. Bundesliga der Torhüter mit den meisten Zu-Null-Spielen der Saison mit dem Award „Die weiße Weste“ ausgezeichnet. Rekordhalter ist Manuel Neuer mit acht Ehrungen (2010, 2012, 2013, 2014, 2015, 2017, 2020 und 2022) vor Roman Weidenfeller (2009 und 2011) und Péter Gulácsi (2019 und 2021) mit zwei Auszeichnungen. 
Manuel Neuer hat bei 238 Zu-Null-Spielen mit 45,5 % seiner insgesamt 523 Erstligaspiele den mit Abstand höchsten Prozentwert an Zu-Null-Spielen aller Torhüter in der Liste. Den Rekord mit 21 Zu-Null-Spielen in einer Saison (2015/16) hält ebenfalls Neuer.
Stand: 34. Spieltag 2024/25
| Platz | Torhüter           | Zu-Null-Spiele | Spiele insgesamt | Quote |
| ----- | ------------------ | -------------- | ---------------- | ----- |
| 1     | Manuel Neuer       | 238            | 523              | 0,46  |
| 2     | Oliver Kahn        | 204            | 557              | 0,37  |
| 3     | Oliver Reck        | 177            | 471              | 0,38  |
| 4     | Eike Immel         | 148            | 534              | 0,28  |
| 5     | Uli Stein          | 146            | 512              | 0,29  |
| 6     | Sepp Maier         | 138            | 473              | 0,29  |
| 7     | Jens Lehmann       | 131            | 394              | 0,33  |
| 8     | Richard Golz       | 123            | 453              | 0,27  |
| 9     | Frank Rost         | 121            | 426              | 0,28  |
| 10    | Norbert Nigbur     | 120            | 456              | 0,26  |
| 11    | Dieter Burdenski   | 115            | 478              | 0,24  |
| 12    | Roman Weidenfeller | 114            | 355              | 0,32  |
| 13    | Oliver Baumann     | 108            | 489              | 0,22  |
| 14    | Wolfgang Kleff     | 107            | 433              | 0,25  |
| 15    | Bodo Illgner       | 106            | 326              | 0,33  |
| 16    | Hans Jörg Butt     | 104            | 387              | 0,27  |
| 17    | Toni Schumacher    | 104            | 464              | 0,22  |
| 18    | Rudi Kargus        | 102            | 407              | 0,25  |
| 19    | Timo Hildebrand    | 100            | 301              | 0,33  |
| 20    | Rüdiger Vollborn   | 100            | 401              | 0,25  |
| 21    | Uwe Kamps          | 097            | 390              | 0,25  |
| 22    | Lukáš Hrádecký     | 092            | 323              | 0,29  |
| 23    | Andreas Köpke      | 089            | 346              | 0,26  |
| 24    | Péter Gulácsi      | 087            | 246              | 0,35  |
| 25    | Horst Wolter       | 084            | 243              | 0,35  |
| 26    | Gerry Ehrmann      | 083            | 294              | 0,28  |
| 27    | Gerhard Heinze     | 082            | 398              | 0,21  |
| 28    | Raimond Aumann     | 081            | 216              | 0,38  |
| 29    | Stefan Klos        | 081            | 254              | 0,32  |
| 30    | Koen Casteels      | 080            | 283              | 0,28  |

Hintergrundinformation: Heute, wie in fast allen Spielzeiten, besteht die Bundesliga aus 18 Mannschaften, die mit jeweils 17 Hin- und Rückspielen insgesamt 34 Saisonspiele bestreiten. Nur in den ersten beiden Spielzeiten bestand die Liga aus 16 Mannschaften mit 30 Spieltagen. In der Saison 1991/92 spielten wegen der deutschen Wiedervereinigung 20 Mannschaften in der Bundesliga, welche jeweils 38 Spiele absolvierten.